# Zerbio
Zerbio ist ein italienisches Dorf (frazione) in der Provinz Piacenza. Das Dorf gehört zur Gemeinde Caorso und liegt auf einer Höhe von etwa 42 Metern über dem Meeresspiegel in der Emilia-Romagna. Zerbio war im 19. Jahrhundert auch der Name der heutigen Gemeinde Zerbo. Der Ort liegt etwa zwei Kilometer nördlich von Caorso, 1,5 Kilometer südwestlich vom Kernkraftwerk Caorso und zwei Kilometer südwestlich, wie östlich vom Ufer des Po, der um Zerbio eine Schleife zieht.